# 河内清彦
河内 清彦（かわうち きよひこ、1947年 - ）は日本の心理学者、教育学者。教育学博士。全盲。筑波大学名誉教授。専門は視覚障害心理学。

## 学歴
- 1974年 東京教育大学 教育学部 特殊教育学科 卒業
- 1976年 東京教育大学育学研究科修士課程 特殊教育学専攻 修了、筑波大学 博士課程心身障害学研究科 退学

## 職歴
- 1976年 東京都心身障害者福祉センター 主事・福祉指導
- 1993年 筑波大学心身障害学系助教授
- 2004年 筑波大学大学院人間総合科学研究科教授
- 2008年 筑波大学障害科学系長、理療科教員養成施設長
- 2010年 筑波大学特別支援教育研究センター長
- 2011年 筑波大学人間系 教授
- 2012年 筑波大学特命教授
- 2013年[筑波大学名誉教授

### その他
- 2006年 障害科学学会  理事・副会長
- 2007年 日本特殊教育学会  編集委員会委員・理事

## 著書
- 『学生および教師の視覚障害者観』(文化書房博文社、1990年)